# داوود (مجارستان)
داوود (به مجاری:  Dávod) یک منطقهٔ مسکونی در مجارستان است که در ناحیه بایا واقع شده‌است. داوود ۶۹٫۲۱ کیلومتر مربع مساحت و ۲٬۰۰۳ نفر جمعیت دارد.